# Margrethe
Margrethe er et pigenavn. Det er afledt af Margareta (fra omkring 11. århundrede), der er græsk-latinsk form af det persiske ord for 'perle'
Varianter på dansk af navnet omfatter blandt andet Margrete, Margretha, Margreta, Margret, Margrit, Margaret, Margarethe, Margaretha, Margarete, Margarita, Maggie, Maggi samt Margareta. Flere af disse navne indgår også i sammensatte navne som Karen-Margrethe og lignende.
Desuden er navne som Margit, Margot, Marguerite, Merete, Mette og Grethe udledt af Margareta.
Dansk navnedag er 13. juli.

## Kendte personer med navnet
- Margareta fra Antiochia: helgeninde fra det 3. århundrede
- Margrethe af Højelse ved Køge er en dansk helgeninde fra det 11. århundrede
- Margrete Asbjørnsdatter
- Margrete Fredkulla
- Markéta (Margrete) Přemyslovna (dronning Dagmar)
- Margrete Sambiria
- Dronning Margrete 1. af Danmark
- Dronning Margrethe 2. af Danmark
- Ann-Margret, svensk født, amerikansk skuespiller
- Margaret Atwood, canadisk forfatter
- Margrete Auken, dansk politiker fra SF
- Margrethe Koytu, dansk skuespiller
- Margaret Mead, amerikansk antropolog
- Margaret Mitchell, amerikansk forfatter
- Maggie Reilly, engelsk sanger
- Maggie Smith, engelsk skuespiller
- Margaret Thatcher, engelsk tidligere premierminister
- Margarethe von Trotta, tysk skuespiller og instruktør
- Margrethe Vestager, dansk politiker fra det Radikale Venstre

## Navnet i fiktion
- Maggie Simpson er babyen i titelfamilien i The Simpsons.
- Mig og Margrethe er en sang af John Mogensen.

## Diverse
- Margretheskålen er et design af en køkkenskål (opkaldt efter Margrethe 2.)
- Margretheskolen (flere forekomster)
- Isla Margarita er en kendt ferieø i Caribien
- Margarita er navnet på en kendt drink
- Maggi er et varemærke, der især dækker over produkter til suppe og bouillon